# Прометей (футбольный клуб, Днепродзержинск, 1947)
СК «Прометей» Днепродзержинск (укр. Спортивний клуб «Прометей» Дніпродзержинськ) — украинский футбольный клуб из Днепродзержинска Днепропетровской области. Основан в 1947 году под названием «Трактор».

## Прежние названия
- 1947—1952: «Трактор»
- 1953—1961: «Химик»
- 1962—1966: «Днепровец»
- 1967—1970: СК «Прометей»

## История
Команда под названием «Трактор» была основана в Днепродзержинске в 1947 году при коллективе завода
шлаковых удобрений.
В 1951 году команда впервые стартовала в чемпионате Днепропетровской области. С 1952 года команда выступала в чемпионате УССР с первой попытки сумела добиться повышения в классе и в следующем году команда сменив название на «Химик» стала выступать в первой группе чемпионата УССР. С 1957 года «Химик» начал выступления в классе «Б» чемпионата СССР. Команда дважды меняла название (с 1962 — «Днепровец», а с 1967 — «Прометей») и занимала места в середине турнирной таблицы. В 1961 году команда была под угрозой покинуть класс «Б», а в 1969 пробилась в «финальную пульку» класса «Б».
В следующем году по решению городского руководства была прекращена всяческая поддержка «Прометея», а руководство завода не смогло в одиночку содержать команду и после первого круга предварительного турнира 1970. «Прометей» был снят с розыгрыша. Команда продолжила свои выступления на городском уровне, лишь изредка выступая в первенствах и кубках области.
В начале 90-х годов, с обретением независимости Украиной, в сезоне 1992/93 в Переходной лиге выступал ещё один Днепродзержинский «Прометей». Эта команда никакого отношения к спортклубу, представлявшему Приднепровский химзавод, не имела.